# 伊東忠太
伊東 忠太（いとう ちゅうた、1867年11月21日（慶応3年10月26日） - 1954年（昭和29年）4月7日） は、明治から昭和期の建築家、建築史家である。号は紅雲。位階・勲等・学位・称号は、正三位・勲二等瑞宝章・工学博士・東京帝国大学名誉教授・早稲田大学教授。出羽国米沢（現山形県米沢市）出身。米沢市名誉市民第1号。

## 人物
少年時代を東京、佐倉で過ごす。帝国大学工科大学（現在の東京大学工学部）を卒業して同大学大学院に進み、のちに工学博士・東京帝国大学名誉教授となる。
西洋建築学を基礎にしながら、日本建築を本格的に見直した第一人者で、法隆寺が日本最古の寺院建築であることを学問的に示し、日本建築史を創始した。
また、それまでの「造家」という言葉を「建築」に改めた。
「建築進化論」を唱え、それを実践するように独特の様式を持った築地本願寺などの作品を残す。
1943年（昭和18年）には建築界で初めて文化勲章を受章した。

## 経歴
- 1867年（慶応3年） 米沢に生まれる
- 1871年（明治4年） 米沢藩藩学・興譲館入学（5歳）
- 1873年（明治6年） 父・伊東祐順が軍医を志願し家族と共に上京、番町小学校入学
- 1878年（明治11年） 父が下総佐倉の連隊附の軍医になったため佐倉へ移り、鹿山小学校に編入（13歳）
- 1879年（明治12年） 旧制鹿山中学校（現在の千葉県立佐倉高等学校）入学
- 1881年（明治14年） 東京外国語学校独逸語科入学
- 1885年（明治18年） 同校の廃止により第一高等中学校編入。一高在学中には米沢出身の同級生達と共同下宿生活をおくり、郷党会の発起人になる
- 1892年（明治25年） 帝国大学工科大学（現在の東京大学工学部）卒業、卒論は「建築哲学」、同期生に山下啓次郎、眞水英夫、田島穧造、河合幾次がいた[1]。 伊東は大学院に進む
- 1893年（明治26年） 「法隆寺建築論」を発表
- 1897年（明治30年） 帝国大学工科大学講師
- 1899年（明治32年） 帝国大学工科大学助教授
- 1901年（明治34年） 工学博士[2]
- 1902年（明治35年） 建築学研究のため3年間留学（中国、インド、トルコ）
- 1905年（明治38年） 欧米経由で帰国、東京帝国大学教授
- 1923年（大正12年） 明治以降老朽化し取り壊しの決まった首里城正殿の保存に鎌倉芳太郎らと共に尽力した[3]
- 1928年（昭和3年） 帝国大学を定年、東京帝国大学名誉教授。早稲田大学教授（1938年まで[4]。）
- 1937年（昭和12年） 帝国芸術院会員
- 1943年（昭和18年） 文化勲章受章
- 1951年（昭和26年） 文化功労者
- 1954年（昭和29年）
  - 2月26日 米沢市名誉市民・第1号となる[5]
  - 4月7日 逝去。享年87。墓所は横浜市総持寺。

## 栄典
位階
- 1921年（大正10年）2月28日 - 正四位[6]
- 1926年（大正15年）4月2日 - 従三位[7]

勲章等
- 1924年（大正13年）6月30日 - 勲二等瑞宝章[8]
- 1930年（昭和5年）12月5日 - 帝都復興記念章[9]

## 法隆寺の支柱の胴張りのエンタシス起源説
円柱の中央部に膨らみをつけて立体感を付ける技法をエンタシスという。法隆寺の支柱の胴張りとギリシャ建築のエンタシスを関連づけた忠太の学位論文（1893年（明治26年））は、具体的証明を示していない。和辻哲郎の『古寺巡礼』（1919年（大正8年））で広まり、日本はシルクロードの終着点、といった言説とともに日本でよく語られる説であるが、学問的には立証されていない。

## その他
- 「Architecture」は「造家」と訳され、建築関係の団体も造家学会（1886年（明治19年）創立）と称していたが、忠太は、「造家」では芸術的な意味合いが抜けているので「建築」と訳すべきと提唱した（1894年（明治27年））。これを受けて造家学会が「建築学会」に（1897年（明治30年））、東京帝国大学工科大学造家学科が建築学科に（1898年（明治31年））改称した（もっとも、造家学会の機関誌は1887年（明治20年）の創刊時から「建築雑誌」であった）。
- 当時、学問のためには欧米へ留学するのが常識だったが、日本建築のルーツを訪ねるため、アジアへの留学を選び、中国からインド・トルコを旅した。中国では雲岡石窟を発見している。
- 1913年には水戸徳川家所蔵の『祇園精舎図』を調査し、これが17世紀前半に長崎の通詞・島野兼了によって描かれたアンコール・ワットの実測図であることを明らかにしている[10]。
- 1923年（大正12年）6月、伊東と共同で啓明会の補助金で沖縄の文化の調査を行っていた鎌倉芳太郎東京美術学校助手は、新聞で首里城正殿が3日後に取り壊しになることを知り、共同研究者の伊東に急遽連絡し、伊東はまた、歴史学者の黒板勝美と協議、内務省に取り壊し中止を要請する。中止の電報が届いたのは取り壊し寸前だった[11]。
- 新しい建築物像を模索する中でも、神社に関しては「神霊住ます宮居であり、木造である」と述べ、神社の設計に関しては古典的なスタンスを指向していた節がある。しかしながら1926年に関東大震災で消失した神田神社復興の設計顧問（設計監督は大江新太郎）に迎えられた際には、不燃耐震化の必要性から鉄骨鉄筋コンクリート造りを採用している[12]。
- 妖怪好き。兼松講堂や震災祈念堂などには摩訶不思議な動物の彫刻が付けられている。
- もともと画家（漫画家）になりたかったということで、本格的な日本画や、妖怪などを描いた軽妙な漫画も多く残している。
- 図面にはモダンな人物像を書き加えることがよくあった[13]。

## 親族
- 父・伊東祐順（昇廸）（米沢藩藩医、後に陸軍軍医）
- 兄・伊東祐彦（小児科医、九州帝国大学医科大学学長・九州医学専門学校（現久留米大学）初代校長[14]）
- 長男・伊東祐基
- 次男・伊東祐信（満洲国民生部嘱託としてラマ廟などの修復に携わる[15]。著書に『承徳の民芸品―昭和十〜十八年（一九三五〜一九四三年）』）
- 孫・伊東祐満 （次男の子。長野県北安曇郡小谷村千国でホテル「かんてら」を経営していた[16]）
- 叔父・平田東助（官僚、政治家、伯爵）
- 従弟・平田松堂（日本画家、伯爵）
- 従弟・平田昇（海軍軍人）

## 主な作品

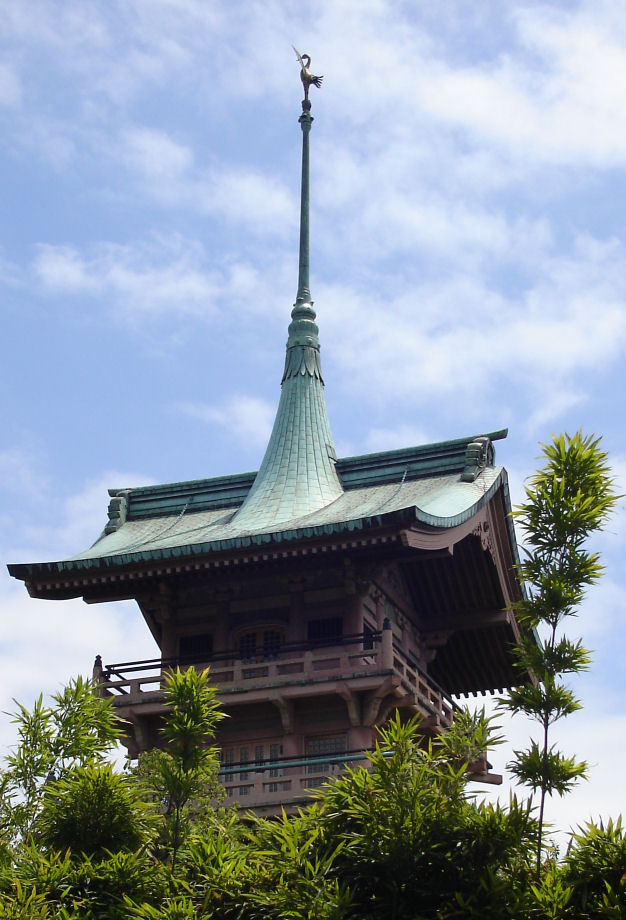
祇園閣

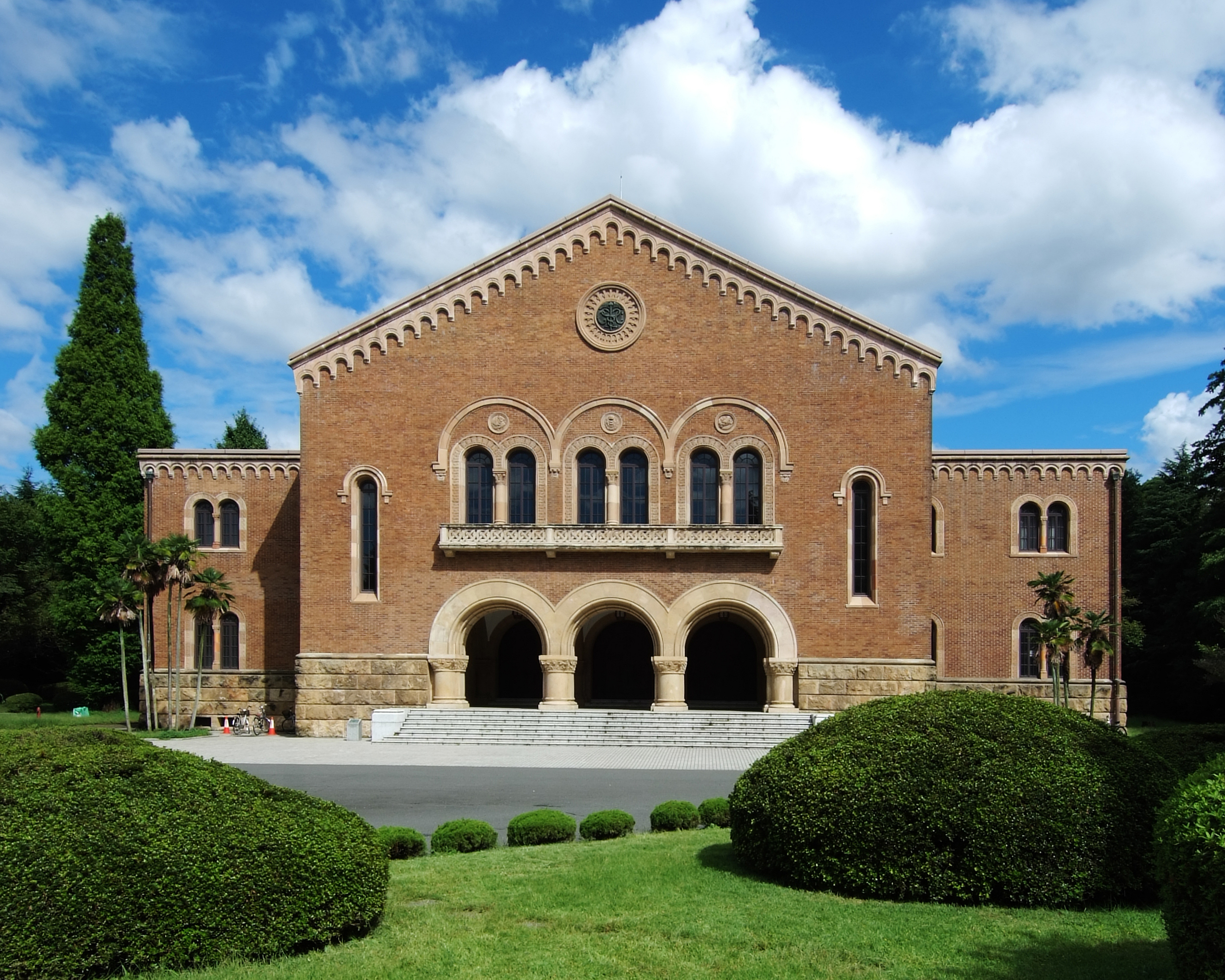
一橋大学兼松講堂

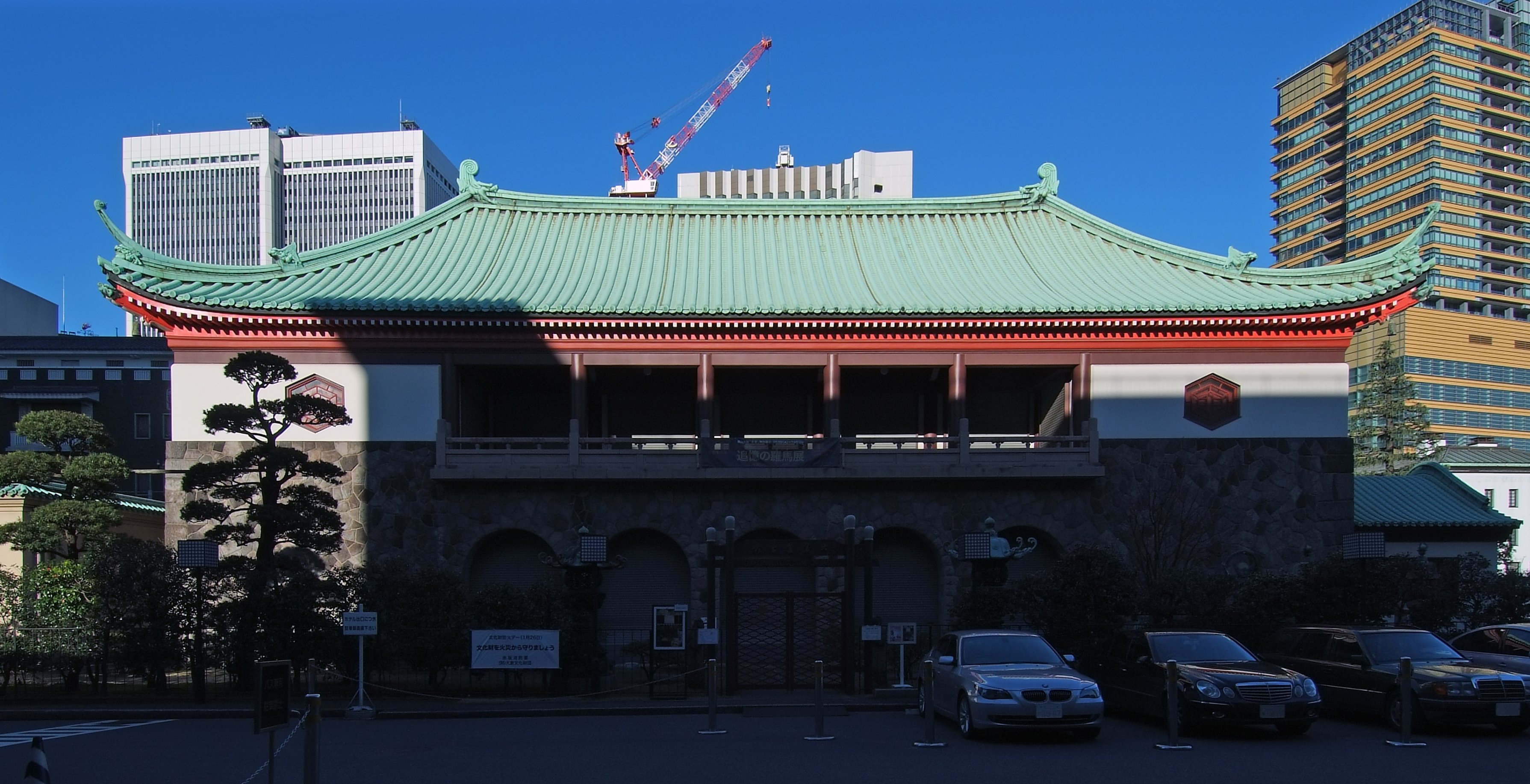
大倉集古館

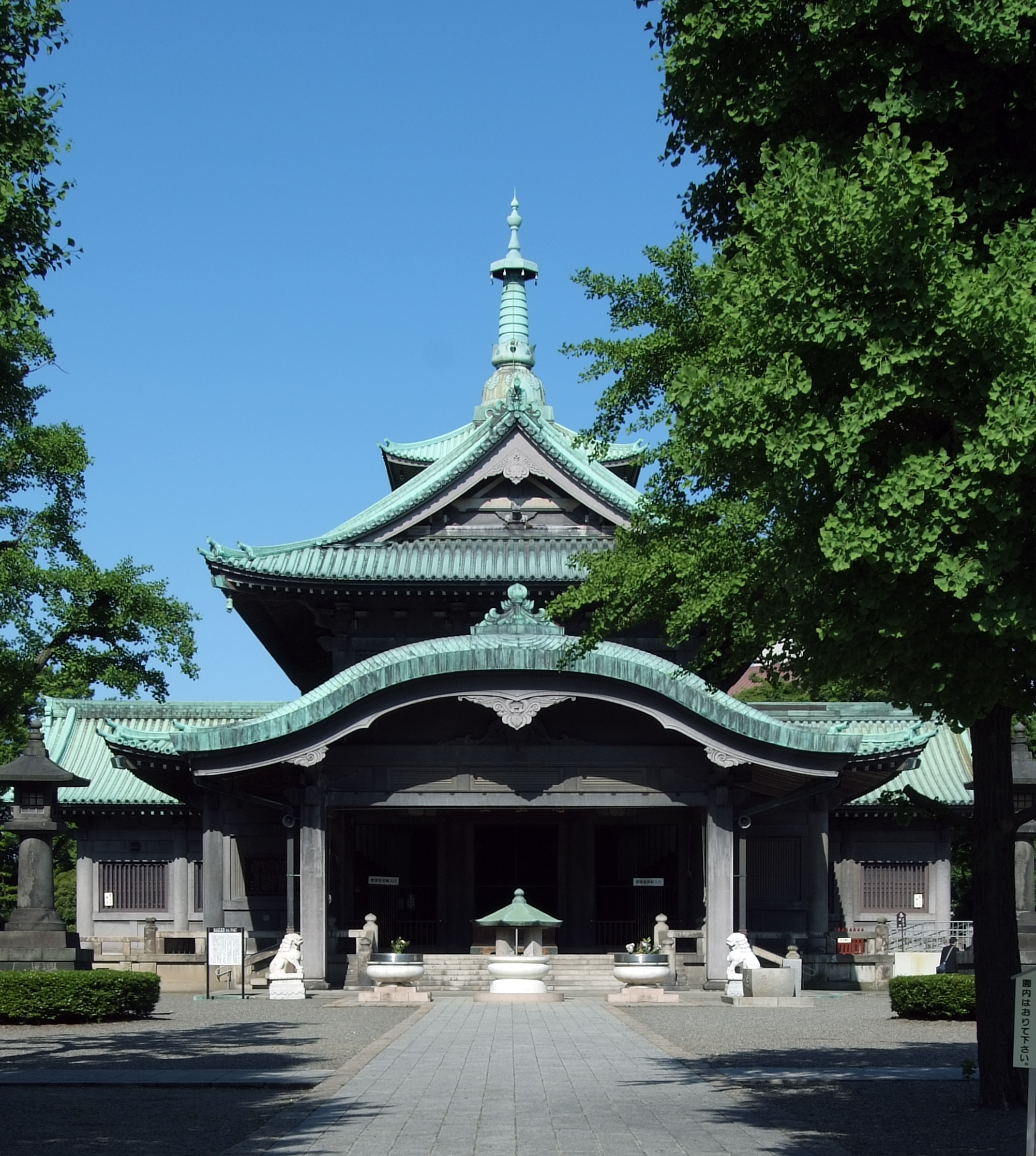
震災祈念堂

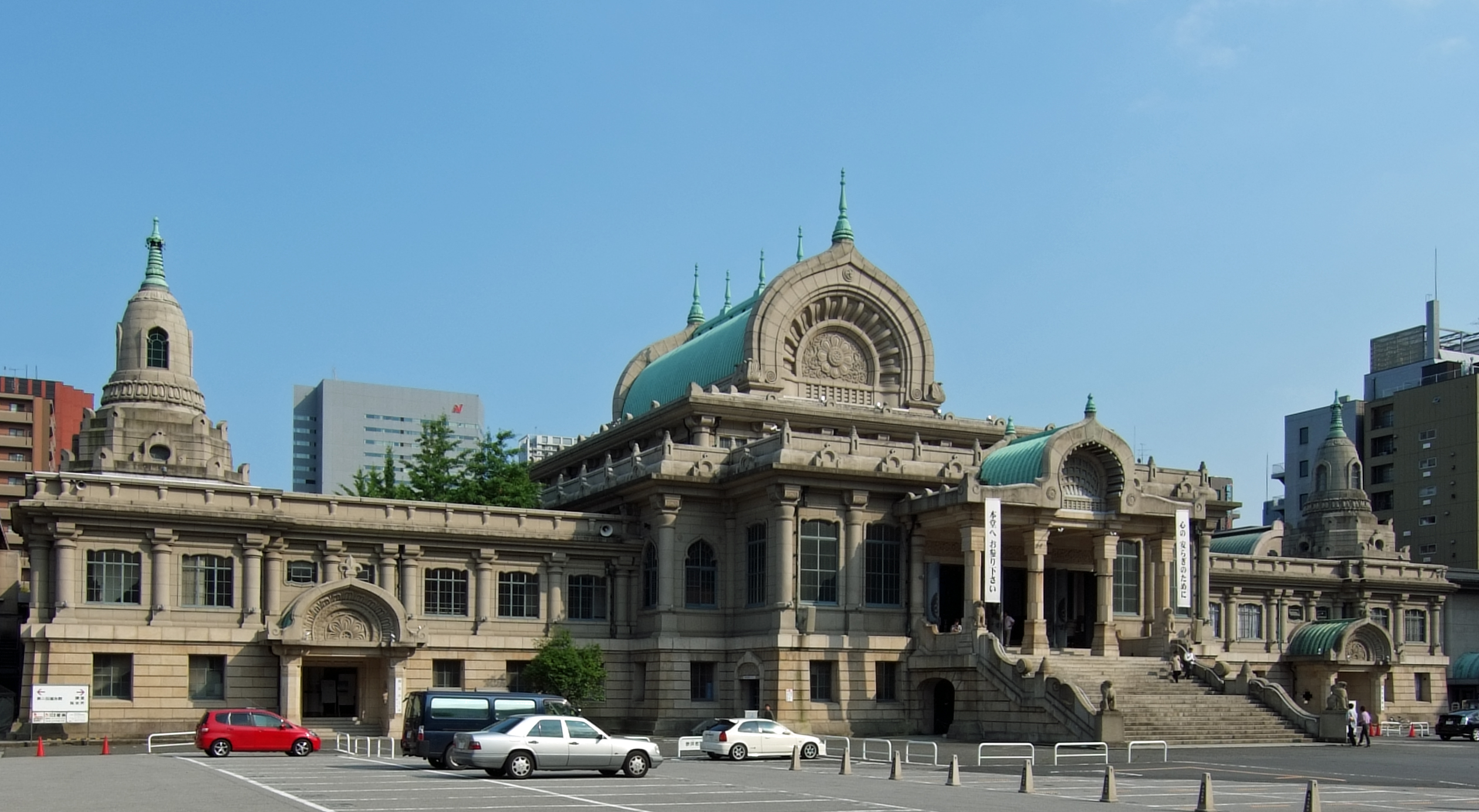
築地本願寺

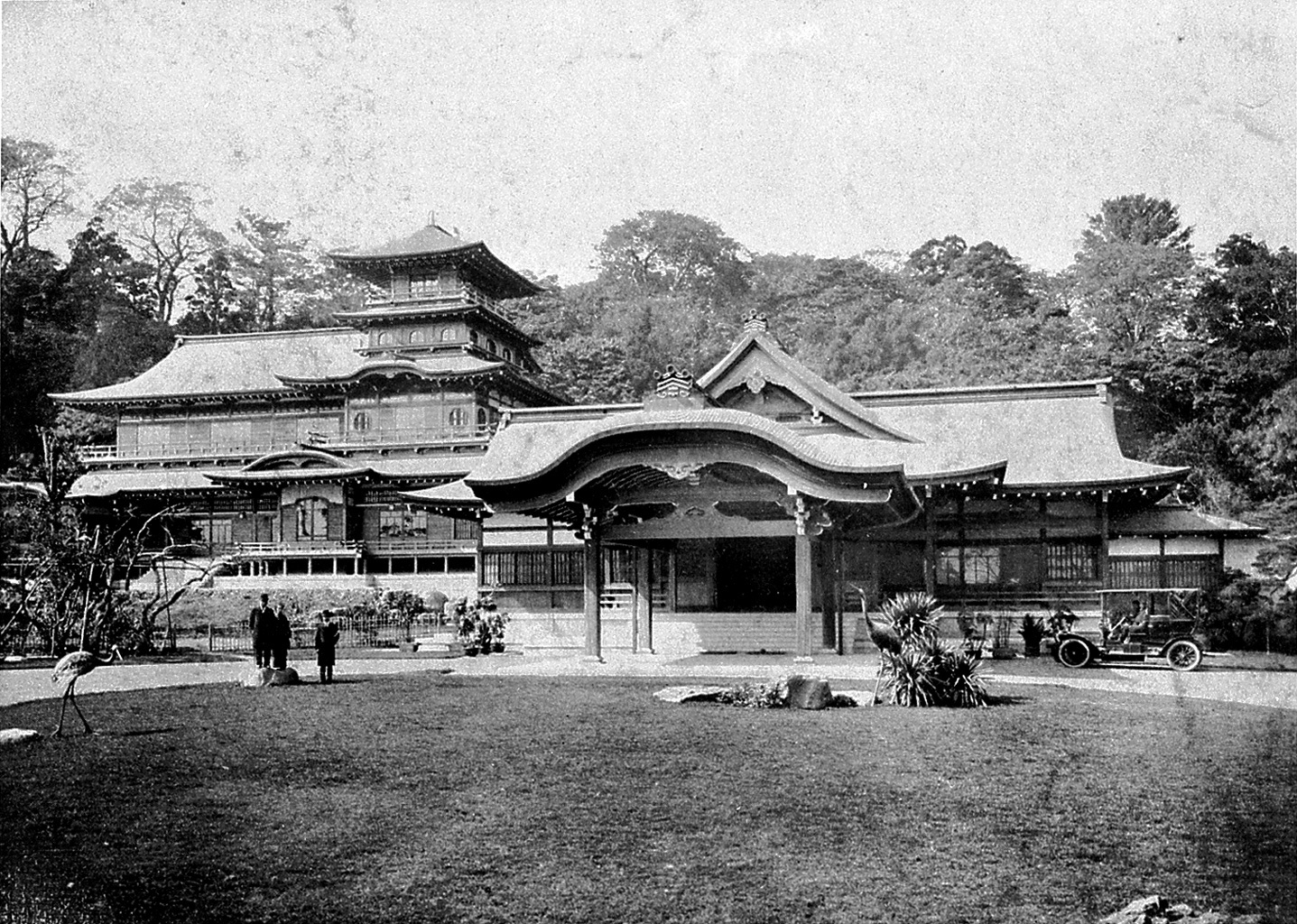
浅野総一郎邸「紫雲閣」

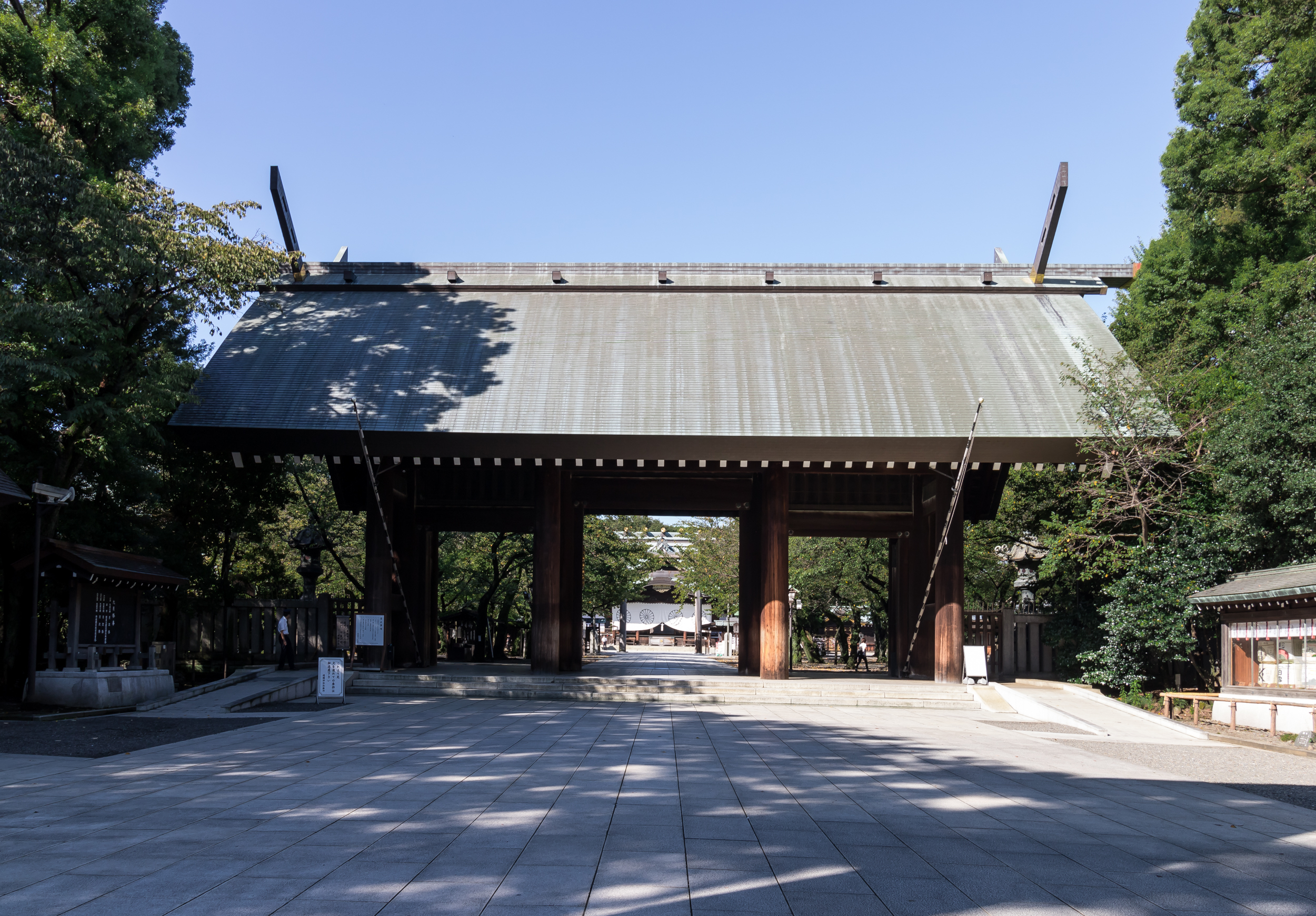
靖国神社神門

| 名称                     | 年                 | 所在地           | 状態       | 備考                                                |
| ------------------------ | ------------------ | ---------------- | ---------- | --------------------------------------------------- |
| 橿原神宮                 | 1890年（明治23年） | 奈良県橿原市     | 重要文化財 |                                                     |
| 平安神宮                 | 1895年（明治28年） | 京都市左京区     | 重要文化財 | 共同設計 木子清敬・佐々木岩次郎                     |
| 豊国廟                   | 1898年（明治31年） | 京都市東山区     |            |                                                     |
| 台湾神宮                 | 1901年（明治32年） | 台湾台北市       | 現存せず   | 共同設計 武田五一。                                 |
| 旧神宮司庁舎             | 1903年（明治34年） | 三重県伊勢市     |            | 共同設計 駒杵勤治。現・神宮道場                     |
| 宮崎神宮                 | 1907年（明治40年） | 宮崎県宮崎市     | 登録文化財 |                                                     |
| ロンドン万国博覧会日本館 | 1908年（明治41年） | ロンドン         | 現存せず   |                                                     |
| 南部利祥像台座           | 1908年（明治41年） | 岩手県盛岡市     |            |                                                     |
| 浅野総一郎邸 紫雲閣      | 1909年（明治42年） | 東京都港区       | 現存せず   |                                                     |
| 二楽荘                   | 1910年（明治43年） | 兵庫県神戸市     | 現存せず   |                                                     |
| 可睡斎護国塔             | 1910年（明治43年） | 静岡県袋井市     |            | 共同設計 佐野利器                                   |
| 西村捨三像台座           | 1910年（明治43年） | 大阪市港区       |            |                                                     |
| 入沢達吉邸               | 1911年（明治44年） | 東京都品川区     | 現存せず   |                                                     |
| 樺太神社                 | 1912年（明治45年） | 樺太豊原市       | 現存せず   |                                                     |
| 旧真宗信徒生命保険本館   | 1912年（明治45年） | 京都市下京区     | 重要文化財 | 現・本願寺伝道院                                    |
| 東京大学正門             | 1912年（明治45年） | 東京都文京区     | 登録文化財 |                                                     |
| 中牟田家墓               | 1912年（明治45年） | 東京都港区       |            |                                                     |
| 不忍弁天天竜門           | 1914年（大正3年）  | 東京都台東区     | 現存せず   |                                                     |
| 楠妣庵・観音堂・庵・墓   | 1914年（大正3年）  | 大阪府富田林市   |            |                                                     |
| 内務大臣等官邸           | 1914年（大正3年）  | 東京             | 現存せず   |                                                     |
| 亀岡文殊堂               | 1914年（大正3年）  | 山形県高畠町     |            |                                                     |
| 弥彦神社                 | 1916年（大正5年）  | 新潟県弥彦村     | 登録文化財 |                                                     |
| 岐阜公園三重塔           | 1916年（大正5年）  | 岐阜県岐阜市     | 登録文化財 |                                                     |
| 日泰寺仏舎利奉安塔       | 1918年（大正7年）  | 愛知県名古屋市   | 登録文化財 |                                                     |
| 武田神社                 | 1919年（大正8年）  | 山梨県甲府市     |            | 共同設計大江新太郎                                  |
| 明治神宮                 | 1920年（大正9年）  | 東京都渋谷区     | 重要文化財 | 共同設計 佐野利器他。社殿の多くは戦災焼失、戦後再建 |
| 上杉神社社殿             | 1923年（大正12年） | 山形県米沢市     |            |                                                     |
| 總持寺放光観音台座       | 1923年（大正12年） | 神奈川県横浜市   | 登録文化財 |                                                     |
| 朝鮮神宮                 | 1925年（大正14年） | ソウル           | 現存せず   |                                                     |
| 弘誓院本堂               | 1927年（昭和2年）  | 神奈川県横浜市   | 現存せず   |                                                     |
| 東京商科大学兼松講堂     | 1927年（昭和2年）  | 東京都国立市     | 登録文化財 | 現・一橋大学兼松講堂                                |
| 大倉集古館               | 1927年（昭和2年）  | 東京都港区       | 登録文化財 | 一部現存                                            |
| 祇園閣                   | 1927年（昭和2年）  | 京都市東山区     | 登録文化財 | 元大倉喜八郎別邸の一部、現・大雲院                  |
| 阪急梅田駅コンコース壁画 | 1929年（昭和4年）  | 大阪市北区       |            | 阪急うめだ本店13階レストランに移設                  |
| 古稀庵洋館               | 1929年（昭和4年）  | 栃木県矢板市     |            | 小田原から移築、現・山縣有朋記念館                  |
| 震災祈念堂               | 1930年（昭和5年）  | 東京都墨田区     |            | 現・東京都慰霊堂本堂                                |
| 靖国神社遊就館           | 1930年（昭和5年）  | 東京都千代田区   | 登録文化財 | 共同設計 柳井平八・内藤太郎                         |
| 法華経寺聖教殿           | 1931年（昭和6年）  | 千葉県市川市     |            |                                                     |
| 東京都復興記念館         | 1931年（昭和6年）  | 東京都墨田区     |            | 共同設計 佐野利器                                   |
| 靖国神社神門             | 1933年（昭和8年）  | 東京都千代田区   |            |                                                     |
| 靖国神社石鳥居           | 1934年（昭和9年）  | 東京都千代田区   |            |                                                     |
| 築地本願寺               | 1934年（昭和9年）  | 東京都中央区     | 重要文化財 |                                                     |
| 最乗寺真殿・本堂         | 1934年（昭和9年）  | 神奈川県南足柄市 |            |                                                     |
| 湯島聖堂                 | 1934年（昭和9年）  | 東京都千代田区   |            |                                                     |
| 高麗神社                 | 1935年（昭和10年） | 埼玉県日高市     |            |                                                     |
| 尾崎神社                 | 1935年（昭和10年） | 岩手県釜石市     |            |                                                     |
| 新勝寺太子堂・開山堂     | 1936年（昭和11年） | 千葉県成田市     |            |                                                     |
| 今泉嘉一郎胸像所         | 1936年（昭和11年） | 群馬県みどり市   | 登録文化財 |                                                     |
| 普光寺毘沙門堂           | 1937年（昭和12年） | 新潟県南魚沼市   |            |                                                     |
| 總持寺大僧堂             | 1937年（昭和12年） | 神奈川県横浜市   | 登録文化財 |                                                     |
| 明善寺本堂               | 1937年（昭和12年） | 山形県山形市     | 登録文化財 |                                                     |
| 俳聖殿                   | 1941年（昭和16年） | 三重県伊賀市     | 重要文化財 |                                                     |

## 著作
- 『周漢古銅器及其紋様』伊東忠太解説、日本美術社〈東洋芸術資料 第1集〉、1909年9月。
- 『印度教彫刻之部』伊東忠太・島地大等解説、日本美術社〈東洋芸術資料 第4集〉、1910年4月。
- 『印度教建築之部』日本美術社〈東洋芸術資料 第5集〉、1910年5月。
- 『印度教建築之部』日本美術社〈東洋芸術資料 第8集〉、1911年3月。
- 伊東忠太、杉村広太郎『阿修羅帖』国粋出版社。
- 『余の漫画帖から』実業之日本社、1922年7月。NDLJP:964468。
- 『新市街建築の美に付て』復興局建築部〈復興建築叢書 第2号〉、1924年3月。
- 『建築の理想と実際』啓明会事務所〈財団法人啓明会講演集 第11回〉、1924年7月。NDLJP:976733。
- 『木片集』万里閣書房、1928年5月。NDLJP:1226065。
- 『支那建築史』雄山閣〈東洋史講座 第11巻〉、1931年3月。
- 『満洲の文化と遺跡の史的考察』啓明会事務所〈財団法人啓明会講演集 第51回〉、1933年10月。NDLJP:1119511。
- 『日本建築の変遷』啓明会事務所〈財団法人啓明会講演集 第56回〉、1934年9月。NDLJP:1119521。
- 『日本仏塔建築の変遷』岩波書店〈岩波講座日本歴史 第3巻 10〉、1935年1月。
- 『日本宗教建築史』東方書院、1935年7月。NDLJP:1876777。
- 『神社建築に現れたる日本精神』日本文化協会出版部〈日本文化小輯 第9〉、1935年10月。NDLJP:1236886。
- 『建築に現れたる日本精神』啓明会事務所〈財団法人啓明会講演集 第64回〉、1936年3月。
- 『熱河遺蹟の建築史的価値』啓明会事務所〈財団法人啓明会講演集 第69回〉、1936年12月。
- 伊東忠太、鎌倉芳太郎『南海古陶瓷』宝雲舎、1937年10月。
- 『新独逸文化と日本』啓明会事務所〈財団法人啓明会講演集 第86回〉、1938年11月。
- 『道教思想と支那建築芸術』啓明会事務所〈財団法人啓明会講演集 第96回〉、1940年6月。
- 『支那建築史』雄山閣〈東洋史講座 第12巻〉、1940年8月。
- 『法隆寺』創元社、1940年11月。
- 東方文化学院編纂 編『支那建築装飾 第1巻』東方文化学院、1941年3月。
  - 東方文化学院編纂 編『支那建築装飾 第2巻』東方文化学院、1941年12月。
  - 東方文化学院編纂 編『支那建築装飾 第3巻』東方文化学院、1942年9月。
  - 東方文化学院編纂 編『支那建築装飾 第4巻』東方文化学院、1944年11月。
  - 東方文化学院編纂 編『支那建築装飾 第5巻』東方文化学院、1944年11月。
- 『建築の学と芸』三笠書房〈現代叢書 12〉、1942年3月。NDLJP:1256714。
- 『琉球 建築文化』東峰書房、1942年11月。NDLJP:1043840 NDLJP:1875412。
- 『白木黒木』北光書房、1943年4月。NDLJP:1058799 NDLJP:1877870。
- 『日本建築の美 社寺建築を中心として』主婦之友社、1944年6月。NDLJP:1058823。
- 『日本建築の実相』新太陽社、1944年9月。NDLJP:1058824。
- 『西遊六万哩』北光書房、1947年12月。
- 『伊東忠太見聞野帖『清國』』柏書房、1990年12月。ISBN 978-4760105908。

### 伊東忠太建築文献
- 『日本建築の研究 上』龍吟社〈伊東忠太建築文献 第1巻〉、1937年3月。NDLJP:1830726 NDLJP:1214476。
- 『日本建築の研究 下』龍吟社〈伊東忠太建築文献 第2巻〉、1936年6月。NDLJP:1831711。
- 『東洋建築の研究 上』龍吟社〈伊東忠太建築文献 第3巻〉、1936年11月。NDLJP:1214503 NDLJP:1832774。
- 『東洋建築の研究 下』龍吟社〈伊東忠太建築文献 第4巻〉、1937年3月。NDLJP:1214523 NDLJP:1833194。
- 『見学紀行』龍吟社〈伊東忠太建築文献 第5巻〉、1936年9月。NDLJP:1833728 NDLJP:1214546。
- 『論叢・随筆・漫筆』龍吟社〈伊東忠太建築文献 第6巻〉、1937年1月。NDLJP:1214566 NDLJP:1834719。

### 伊東忠太著作集
- 『日本建築の研究 上』原書房〈伊東忠太著作集 1〉、1982年5月。ISBN 978-4562012510。
- 『日本建築の研究 下』原書房〈伊東忠太著作集 2〉、1982年6月。ISBN 978-4562012558。
- 『東洋建築の研究 上』原書房〈伊東忠太著作集 3〉、1982年7月。ISBN 978-4562012749。
- 『東洋建築の研究 下』原書房〈伊東忠太著作集 4〉、1982年8月。ISBN 978-4562012794。
- 『見学・紀行』原書房〈伊東忠太著作集 5〉、1982年9月。ISBN 978-4562013012。
- 『論叢・随筆・漫筆』原書房〈伊東忠太著作集 6〉、1982年10月。ISBN 978-4562013111。
- 『支那建築装飾 第1巻』原書房〈伊東忠太著作集 7〉、1983年4月。ISBN 978-4562013296。
- 『支那建築装飾 第2巻』原書房〈伊東忠太著作集 8〉、1982年12月。ISBN 978-4562013302。
- 『支那建築装飾 第3巻』原書房〈伊東忠太著作集 9〉、1988年1月。ISBN 978-4562013319。
- 『支那建築装飾 第4巻』原書房〈伊東忠太著作集 10〉、1983年2月。ISBN 978-4562013326。
- 『支那建築装飾 第5巻』原書房〈伊東忠太著作集 11〉、1983年3月。ISBN 978-4562013333。

## 関連文献
- 『伊東忠太建築文献』同編纂会・竜吟社・1937年（昭和12年）
- 『建築学者・伊東忠太』岸田日出刀著・乾元社・1945年（昭和20年）
- 『伊東忠太先生』松野良寅編・米沢我妻栄記念館・1992年（平成4年）
- 『建築巨人・伊東忠太』読売新聞社編・読売新聞社・1993年（平成5年） ISBN 4-643-93040-3 / ISBN 978-4-643-93040-5
- 『伊東忠太動物園』伊東忠太・藤森照信・増田彰久著・筑摩書房・1995年（平成7年）
- 『日本の建築と思想-伊東忠太小論-』丸山茂著・同文書院・1996年（平成8年）
- 『伊東忠太を知っていますか』鈴木博之著・王国社・2003年（平成15年） ISBN 4-86073-012-7
- 倉方俊輔 『伊東忠太の建築理念と設計活動に関する研究』(Study on the architecture and philosophy of Chuta Ito)　2004年3月　早稲田大学